# Затишинський приказ
Затишинський приказ — історична адміністративно-територіальна одиниця Маріупольського повіту Катеринославської губернії із центром у колонії Затишна.
Станом на 1886 рік складалася з 3 поселень, 3 сільських громад. Населення — 1990 осіб (1088 чоловічої статі та 902 — жіночої), 191 дворове господарство.
|                     | Площа, десятин | У тому числі орної, дес. |
| ------------------- | -------------- | ------------------------ |
| Сільських громад    | 4628           | 2271                     |
| Приватної власності | 2459           | 1200                     |
| Казенної власності  | 8125           | 2663                     |
| Іншої власності     | —              | —                        |
| Загалом             | 15212          | 6134                     |

Поселення волості:
- Затишшя (Бахер-Хутір) — єврейська колонія при річці Сухі Яли за 45 верст від повітового міста, 602 особи, 74 двори, синагога. За 3 версти — школа.
- Рівнопіль (Латеп-Хутір) — єврейська колонія при колодязях, 457 осіб, 61 двір, синагога.

За даними на 1908 рік у приказі налічувалось 3 поселення, загальне населення — 2011 осіб (1034 чоловічої статі та 977 — жіночої), 224 дворових господарства.